# 퍼제커시 라슬로
퍼제커시 라슬로(헝가리어: Fazekas László, 1947년 10월 15일, 부다페스트 ~)는 헝가리의 전직 축구 선수로, 헝가리 국가대표팀의 역대 최다 출전 3위의 선수이다. 퍼제커시는 1978년과 1982년에 2차례 월드컵에 참가하기도 했다. 후자의 대회에서, 그는 2번 중거리포로 엘살바도르의 골문을 열었고, 마누엘 마르티네스 발레로 경기장에서 열린 이 경기에서 10-1 대승에 일조했다. 그는 1968년 하계 올림픽에서 헝가리 선수단 일원으로 참가했다. 그는 현역 시절에 헝가리 무대에서는 우이페슈티 도자에서만 활동했는데, 그동안 9번의 우승을 거두었고, 이후 벨기에 무대로 건너가 큰 인기를 끌었고, 로열 앤트워프를 거쳐 신트-트라위던서에서 은퇴했다. 그는 은퇴 후에도 벨기에에 남아 현재까지 그곳에 거주했고, 로열 앤트워프를 비롯해 여러 구단을 지휘하기도 했다.